# Ceratinopsis dippenaari
Ceratinopsis dippenaari är en spindelart som beskrevs av Rudy Jocqué 1984. Ceratinopsis dippenaari ingår i släktet Ceratinopsis och familjen täckvävarspindlar. Inga underarter finns listade i Catalogue of Life.